# Georges Beller

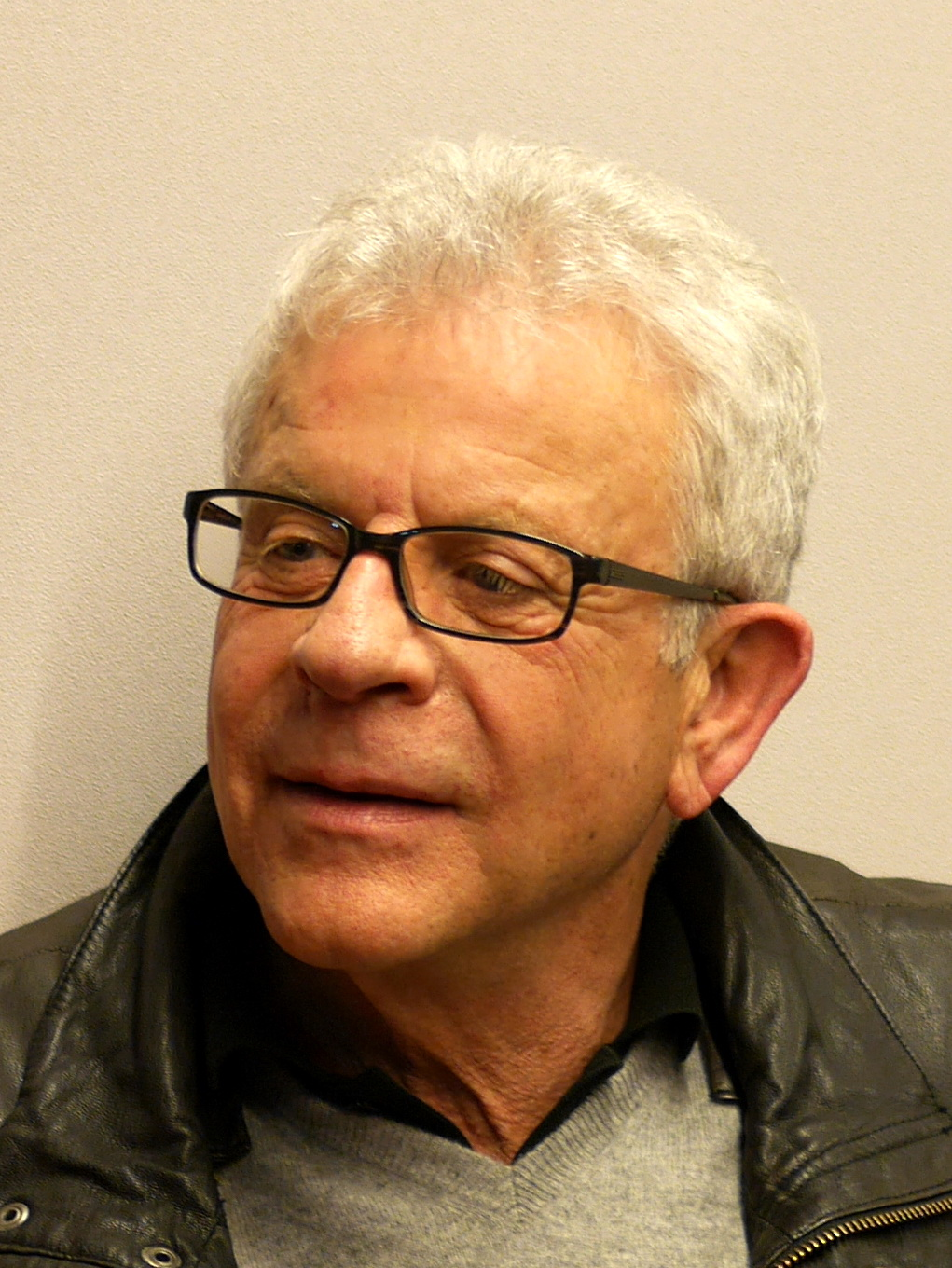
Georges Beller (2016)

Georges Beller (* 10. Januar 1946 in Paris) ist ein französischer Schauspieler und Moderator.
Beller, Sohn des Malers Ilex Beller, trat als Schauspieler ab Beginn der 1970er Jahre in Erscheinung. Im Kino wurde er 1971 als einer der Brüder von Claudia Cardinale in Petroleum-Miezen bekannt. Später war er unter anderem Jane Birkins Freund in Das wilde Schaf und arbeitete auch im internationalen Kino, so als Patrice im Thriller Unternehmen Rosebud und als Minieri in Fluchtpunkt Marseille. Beller spielte vorrangig in Komödien, so eine der Hauptrollen in Didier Kaminkas Trop c'est trop (1975) und als Camille Desmoulins in Jean Yannes Farce Liberté, Égalité, Choucroute (1982). Neben einigen Charakterdarstellungen in Filmen und fürs Fernsehen war er in erster Linie auf der Bühne in Boulevardstücken aktiv, was er im neuen Jahrtausend noch erheblich intensivierte. In den 1990er Jahren war er für die französische Ausgabe von Spiel ohne Grenzen auch als Moderator tätig.

## Filmografie (Auswahl)
- 1968: Wir werden nicht mehr in den Wald gehen (Nous n‘irons plus au bois)
- 1971: Musketier mit Hieb und Stich (Les mariés de l'an II)
- 1971: Petroleum-Miezen (Les Pétroleuses)
- 1973: Das wilde Schaf (Le mouton enragé)
- 1973: Die tollen Charlots: Wo die grünen Nudeln fliegen (Le grand bazar)
- 1974:	Fluchtpunkt Marseille (The Marseille Contract)
- 1974: Unternehmen Rosebud (Rosebud)
- 1974: Paul und Michelle (Paul and Michelle)
- 1975: Trop c’est trop
- 1979: I wie Ikarus (I… comme Icare)
- 1979: James Bond 007 – Moonraker – Streng geheim (Moonraker)
- 1982: Wenn Leckerbissen locken (On n‘est pas sorti de l’auberge)
- 1984: Unter Frauen (Vive les femmes)